# 27088 Valmez
27088 Valmez è un asteroide della fascia principale. Scoperto nel 1998, presenta un'orbita caratterizzata da un semiasse maggiore pari a 2,4776627 UA e da un'eccentricità di 0,1048733, inclinata di 6,81248° rispetto all'eclittica.